# Lisa Gelius

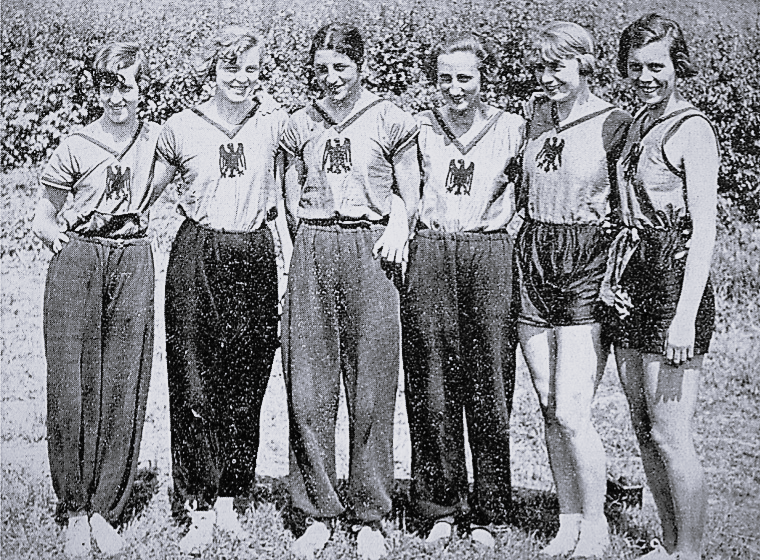
Lisa Gelius (1. v. rechts), Florenz 1931

Elisabeth „Lisa“ Gelius (* 23. Juli 1909 in München; † 14. Januar 2006 in Kreuth) war eine deutsche Leichtathletin, die in den 1930er Jahren im 60-Meter-Lauf, 100-Meter-Lauf, 80-Meter-Hürdenlauf und im Speerwurf erfolgreich war. Ihre größten Erfolge waren jeweils ein Sieg bei den Frauen-Weltspielen 1930 in Prag und 1934 in London sowie bei den Europameisterschaften 1938 in Wien.
Sie wurde von 1928 bis 1940 zwölfmal Deutsche Meisterin. Nach dem Zweiten Weltkrieg setzte sie ihre Sportlerlaufbahn bis 1950 fort (1950 Platz fünf bei den Deutschen Meisterschaften).

## Einsätze bei internationalen Höhepunkten im Einzelnen
- 1930, Frauen-Weltspiele, Prag:
  - 60-Meter-Lauf: Platz 2 (7,8 s)
  - 100-Meter-Lauf: Platz 3 (12,6 s)
  - 4-mal-100-Meter-Staffel: Platz 1 (49,9 s: Rosa Kellner, Agathe Karrer, Luise Holzer, Lisa Gelius)
- 1931, Olimpiadi della Grazia, Florenz:
  - 60-Meter-Lauf: Platz 2
  - 4-mal-100-Meter-Staffel: Platz 2 (Tilly Fleischer, Marie Dollinger, Detta Lorenz, Lisa Gelius)
  - Schwedenstaffel: Platz 2 (Marie Dollinger, Lisa Gelius, Detta Lorenz, Auguste Hargus)
  - 100-Meter-Lauf: Platz 3
- 1934, Frauen-Weltspiele, London:
  - Speerwurf: Platz 1 (42,23 m)
- 1938: Europameisterschaften
  - 80-Meter-Hürdenlauf: Platz 2 (11,7 s)
  - Speerwurf: Platz 1 (45,48 m)

Lisa Gelius gehörte zunächst dem Sportverein TSV 1860 München an, ab 1932 der Turnerschaft Jahn München. Nach dem Zweiten Weltkrieg startete sie ab 1948 für den MTV 1879 München. Bei einer Größe von 1,68 m hatte sie ein Wettkampfgewicht von 62 kg.